# Alingsås Kuriren
AlingsåsKuriren är en gratistidning vars utgivning började 24 april 1969 och fortgår. Fullständig titeln är  AlingsåsKuriren  med olika tillägg under åren. Till 1979 klassades tidningen som dagstidningen av Kungliga Biblioteket, men sedan 1979 till 2013 som annonsblad. 2013 klassade KB tidningen åter som dagstidning. 
Tidningen är annonsfinansierad nyhetstidning med Alingsås, Sollebrunn, Vårgårda, Herrljunga, Gråbo, Stenkullen, Floda och Lerum som spridningsområde. Annonsomfattningen i tidningen har sedan 2015 legat över 70 % utom 2016 då den var 67,4 %. 
Tidningen delas ut till samtliga hushåll gratis. AlingsåsKuriren är både i upplaga och räckvidd den största tidningen i sitt spridningsområde.

## Redaktion
Redaktionsort har Alingsås varit till 1979, och från 2013. 1979 - 2013 saknas uppgift då KB inte dokumenterade tidningen då den var klassad som annonsblad. Politisk kallar sig tidningen opolitisk. 
Utgivningsfrekvens var till 1979 en gång i veckan, torsdagar.  Under 2013 kom tidningen ut 2 gånger i veckan tisdag och torsdag, och från 2014 en gång i veckan onsdagar. Tidningen publiceras också digitalt från och med onsdag förmiddag.
Förort Väst hette en annan annonstidning som assimilerades av AlingsåsKururien.
| Period                 | Ansvarig utgivare            | Period                 | Redaktör                  |
| 1969-04-27--1971-05-27 | Hahn, Börje                  | 1969-04-24--1979-12-27 | Hammar, Sven              |
| 1971-06-03--1979-12-27 | Hammar, Sven                 |                        |                           |
| 2013-01-01--2014-12-17 | Jansson, Anna-Karin red chef | 2013-01-01--2014-12-17 | Jansson, Anna-Karin       |
| 2014-12-23--2018-11-28 | Bansell, Anna red chef       | 2014-12-23--2018-11-28 | Bansell, Anna             |
| 2018-12-05--2019-04-10 | Johannisson, Anneli          |                        |                           |
| 2019-04-17--2020-01-22 | Svensson, Claes              | 2019-04-17--2020-01-22 | Svensson, Claes Platschef |
| 2020-01-29--           | Kärvling, Urban              |                        |                           |

## Tryckning
Förlaget för tidningen var 1969-1975 LBA (Lerums Boktryckeri AB) i Lerum enligt tidningen. LBA-lokaltidningar hette sedan företaget till 1979-12-27. 2013 heter förlaget AlingsåsKuriren Förvaltnings AB i Alingsås men 1 januari 2017 tar Gota Media över. Tre år senare 1 januari 2020 tar Alingsås kuriren AB som nu är en del av Stampen media över tidningen.
Tryckeri  var från tidningens start 1969-04-24 till 1979-12-27 Lerums boktryckeriaktiebolag i Lerum. Bold Printing Group Borås har tryckt tidningen sedan 2013. Tidningen trycktes med moderna typsnitt och 1971 i svart + 1 färg, efter 2013 har fyrfärgstryck använts. Satsyta i tidningen var först tabloid men blev senare större, sedan 2013 är den åter tabloid. Sidantalet var 1969 bara 8 sidor men redan 1979 nådde man 12-29 sidor. Från 2013 har tidningen haft 20-48 sidor.